# Universität des Freistaates
Die Universität des Freistaates (afrikaans: Universiteit van die Vrystaat; englisch: University of the Free State) – kurz UFS, UV oder Kovsie – ist eine staatliche Universität in der südafrikanischen Stadt Bloemfontein, der Hauptstadt der Provinz Freistaat, und in Phuthaditjhaba im Osten des Freistaates.

## Geschichte
Die Universität des Freistaates wurde als Grey College 1904 gegründet und hatte zu der Zeit sechs Studenten. Nach den ersten Abschlüssen 1905 wurde die Einrichtung als Grey University College (GUC) bekannt, 1910 verlieh ihr der Freistaat offiziell den Titel einer Erziehungseinrichtung. Seit Ende der 1940er Jahre wurde Afrikaans die Universitätssprache, zugleich nannte sich die Universität um in Universiteitskollege van die Oranje-Vrystaat. 1950 wurde sie als Universität vom südafrikanischen Parlament anerkannt und trug den Namen Universiteit van die Oranje-Vrystaat (UOVS); seit 2001 trägt sie ihren heutigen Namen. Seit 1993 bietet die UFS Vorlesungen und Abschlüsse sowohl in Afrikaans als auch in Englisch an.

## Studienangebot und -gebühren
An der UFS gibt es über 190 grundständige Studiengänge, die mit dem Bachelor oder Diplom abgeschlossen werden. Bei den weiterführenden Studiengängen wird unterschieden zwischen Master, Magister, Honours-Degree und Promotion. Insgesamt gibt es etwa 300 mögliche Abschlüsse, davon etwa gleich viele Master- bzw. Magister- und Promotionsprogramme.
Die Universität des Freistaates erhebt Studienbeiträge und -gebühren. Für eine Bewerbung fallen zwischen 165 und 245 Rand an, für einen Studienplatz zwischen 3.090 und 7.775 Rand, abhängig vom Abschluss und der Unterbringung. Die jährlichen Studiengebühren sind vom Studiengang abhängig und bewegen sich zwischen 16.000 und 20.000 Rand (Stand 2011).
Für besonders begabte Studierende bietet die UFS Stipendien an, deren Höhe abhängig von den Studienleistungen zwischen 2.830 und 13.500 Rand liegt; finanziell schlecht gestellte Studierende können Darlehen beantragen.

## Organisation

### Leitung und Gremien
Die Universität wird von einem Rektorat geleitet, zu dem der Rektor und Vizekanzler, drei Vizerektoren und ein Prüfungsbeamter gehören. Der Kanzler ist als höchster Repräsentant der Universität für die Verleihung von Abschlüssen zuständig, er wird für fünf Jahre gewählt. Die Leitung ist dem Universitätsrat verantwortlich, der zusammen mit dem Senatsausschuss und dem geschäftsführenden Ausschuss die Leitlinien festlegt sowie die Finanzplanung und akademische Angelegenheiten verantwortet.

### Campus und Fakultäten
Die UFS befindet sich auf drei Campusbereichen. Auf dem Bloemfontein Campus (28.800 Studenten) in der Innenstadt, der South Campus (870 Studenten), ehemaliger Vista-Campus im Süden der Stadt und der Qwaqwa Campus (4.300 Studenten) in Phuthaditjhaba.
Die UFS hat sieben Fakultäten und eine Business School:
- Fakultät für Betriebswirtschaft
- Fakultät für Erziehungswissenschaft
- Fakultät für Geisteswissenschaften
- Fakultät für Gesundheitswissenschaften
- Fakultät für Naturwissenschaften und Gartenbau
- Fakultät für Rechtswissenschaften
- UFS Business School

## Bekannte Absolventen
- Niel Barnard (1949–2025), Student, Promotion in Politikwissenschaften, später hier Lehrstuhlinhaber
- Pieter Willem Botha (1916–2006), Studium der Rechtswissenschaften[15]
- Bram Fischer (1908–1975), Rechtsanwalt und Bürgerrechtler
- Antjie Krog (* 1952), Autorin, Lyrikerin und Journalistin, Studium Englisch und Philosophie
- Willem J. Ouweneel (* 1944), niederländischer Biologe, Philosoph und Theologe, Promotion in Theologie
- Karel Schoeman (1939–2017), afrikaanssprachiger Schriftsteller, Studium der Linguistik
- Oprah Winfrey (* 1954), US-amerikanische Talkshow-Moderatorin, Schauspielerin und Unternehmerin, Ehrendoktorin[16]